# Красневич Марія Іванівна
Марія Іванівна Красневич (20 лютого 1932, село Стефкове, тепер Підкарпатського воєводства, Польща — 24 квітня 2019, місто Рудки Самбірського району Львівської області) — українська радянська діячка, ланкова колгоспу імені Жданова села Михайлевичі Рудківського (Самбірського) району Дрогобицької (Львівської) області. Герой Соціалістичної Праці (27.07.1954).

## Біографія
Народилася в селянській родині. Працювала в сільському господарстві.
З початку 1950-х років — ланкова колгоспу імені Жданова села Михайлевичі Рудківського (тепер — Самбірського) району Дрогобицької (тепер — Львівської) області.
27 липня 1954 року Марії Красневич було присвоєно звання Героя Соціалістичної Праці з врученням ордена Леніна і золотої медалі «Серп і молот» за одержання високих врожаїв цукрових буряків у 1953 році. Одержала врожай цукрових буряків 601,8 центнерів з гектара на площі 5 гектарів.
Потім — на пенсії.

## Нагороди
- Герой Соціалістичної Праці (27.07.1954)
- орден Леніна (27.07.1954)
- медалі